# Церковь Знамения Пресвятой Богородицы (Санкт-Петербург, старообрядческая)
Церковь Знамения Пресвятой Богородицы в Санкт-Петербурге — храм старообрядцев Поморского согласия. Находится по адресу Тверская улица, дом 8, литера А.

## Описание

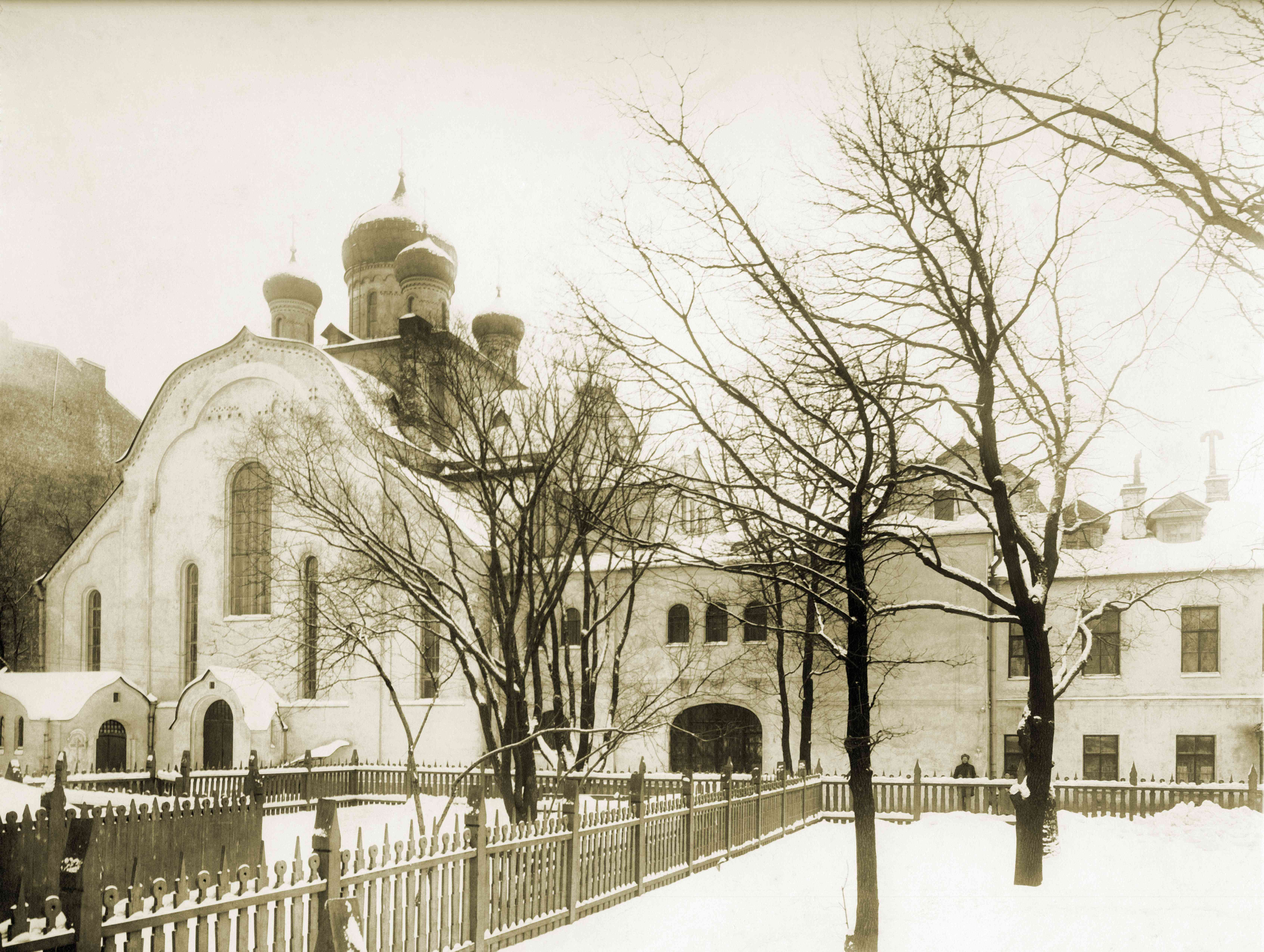
Церковь Общины Старообрядцев Поморского Согласия. Вид с территории комплекса, 1909 г.

Храм имеет псковско-новгородские черты, а шашечка штукатурного слоя карниза и майолика характеризуют стилистику модерна. Медная кровля с патиной золотисто-коричневого цвета и молочно-белый цвет фасада придают архитектуре особое величие. Участок обнесен достаточно глухим забором с просматриваемыми элементами в виде бойниц, что делает его схожим по виду с монастырем. Над входом и на главках кресты и иконы. Кресты: на фасаде восьмиконечный титлованый и на главках восьмиконечные (поклонные) — древние, имеющие огромное значение для старообрядчества (книга Поморские ответы).
Внутри интерьер аскетичный, строгий. Стены без росписи, дубовый паркет, уложенный ёлочкой, огромные двери со стеклянными фрамугами, тёмно-бронзовые светильники.
Передняя часть храма не имеет алтарной части, а имеет солею, которая возвышается над остальным пространством. Иконостас состоит из трёх частей и пяти ярусов, его верхние ряды были написаны братьями Сусловыми. Нижний ряд икон сборный, переданный из Моленной на Лиговской улице (дом № 73). Общая стоимость переданного имущества: книг и икон составляла почти 15 тысяч рублей. В центре иконостаса расположен Спаситель и Храмовые праздники.
С точки зрения инженерии храм представляет собой уникальный объект. В нём была предусмотрена своя котельная и паровое отопление. Также имеются вентиляционные каналы в стенах, пронизывающие стены и аккумулирующие тепло, играющие роль печки, и механически открывающиеся пазухи внутри главной луковицы для проветривания.

## История

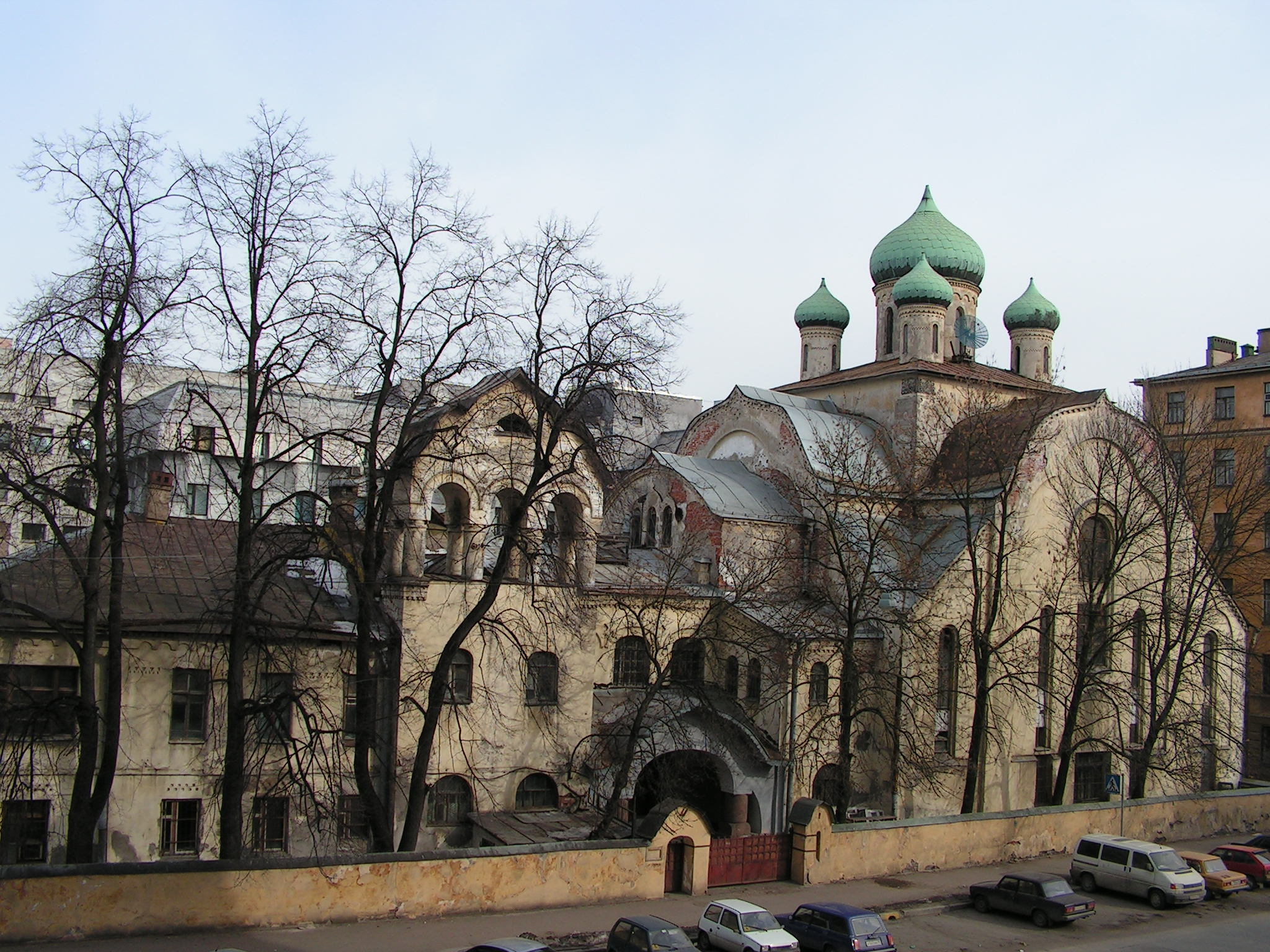
Храм Знамения Пресвятой Богородицы, 2005 г.

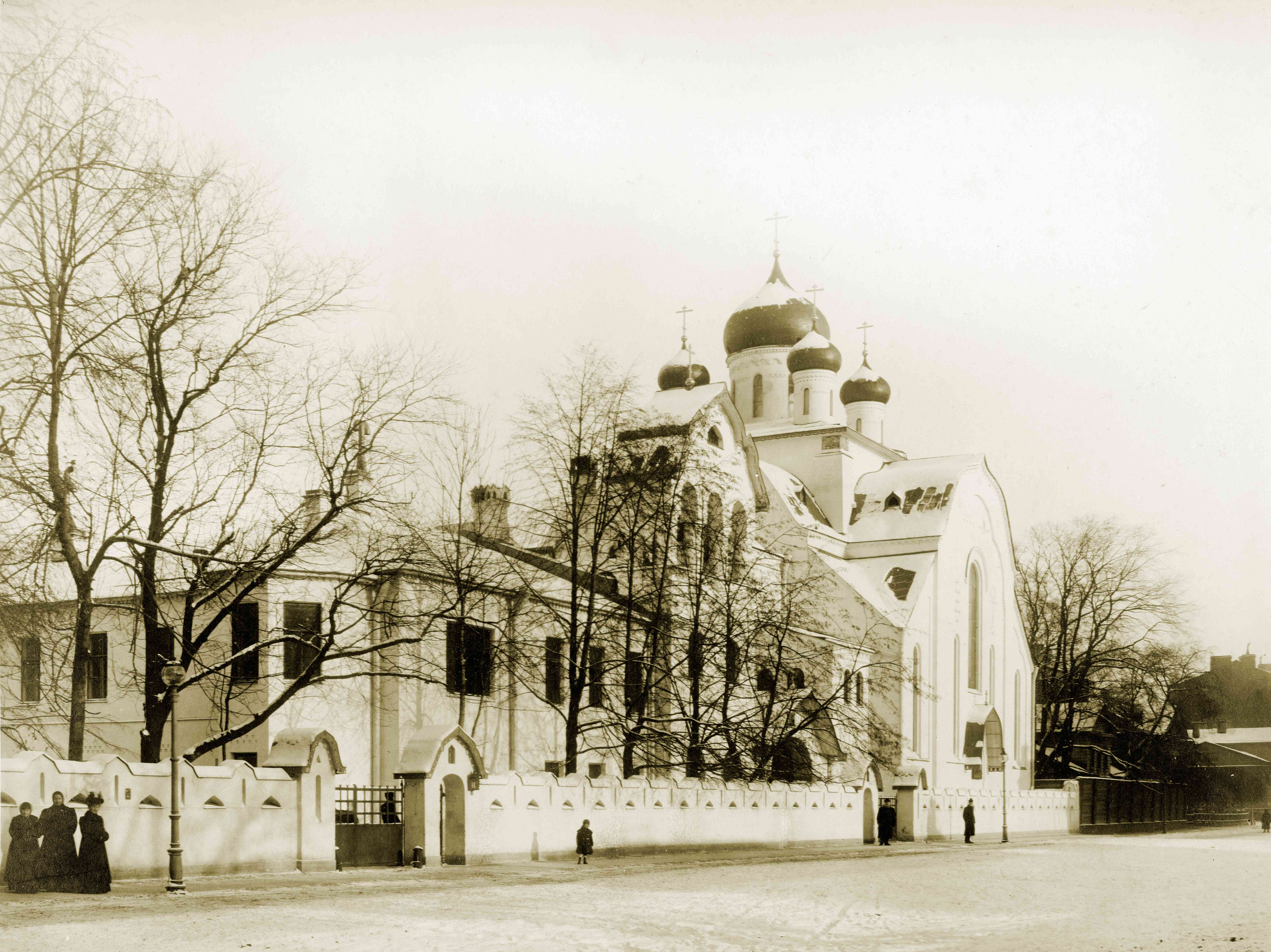
Церковь общины старообрядцев Поморского согласия. Вид с Тверской улицы, 1909 год

После манифеста о веротерпимости был возведён комплекс сооружений на участке земли в границах Шпалерной, Тверской и Таврической улиц: училище, дом престарелых, жилой дом, часовня и церковь. Части здания церкви — звонница, галерея и основной объём — были пристроены к двухэтажному зданию более ранней постройки. Участок и строительство комплекса выполнялись на средства крупнейшей жертвовательницы вдовы купца 1-й гильдии Веры Кокоревой при содействии общества старообрядцев. Общим собранием, прошедшим 3 августа 1906 года, на все строительные работы было ассигновано 150 тысяч рублей. Обошлись же они почти в 149 тысяч. Расходы включали в себя и возведение флигеля для благотворительных и просветительских целей. На участке находились также сад и место захоронения (кладбище).
Храм был заложен 19 августа 1906 года на праздник Преображения Господня и освящён 10 декабря 1907 года на праздник Богородицы в честь иконы Знамения, бывшего в Великом Новгороде. Строительство храма велось по плану и под наблюдением художника и архитектора Дмитрия Крыжановского.
В 1930-е годы община активно участвовала в жизни города: содержала училище, дом престарелых, а впоследствии лазарет — медицинское учреждение.
В 1933 году храм был закрыт согласно постановлению Ленгорисполкома № 126 п.33 от 16 августа 1933 года. (Материалы Санкт-Петербургского Государственного архива ф.7179, оп.10, д.51 «О закрытии Старообрядческой церкви по Тверской ул., д.8. Из протокола заседания Леноблисполкома № 126 п.33 от 16 августа 1933 года»).
Иконы и другая церковная утварь при активном содействии председателя общины Павла Никандровича Кончаева была передана на хранение в Русский музей, а не разграблена и уничтожена, как это было с другими моленными.
В годы Великой Отечественной войны на территории церкви располагалось воинское подразделение. Остались следы от бомбежек Ленинграда и на здании церкви. Пострадала одна из бетонных главок на кровле и майолика северного фасада.
Позднее в советское время само здание церкви перешло в ведение завода «Автоарматура», который находился там до начала 1990-х годов. В этот период основная часть храма была поделена на три этажа, разбиты сводчатые потолки и кровля северного фасада, добавлены лифтовая шахта и лестница, прорублены окна в восточной стене.
В начале 1990-х по распоряжению властей здание было передано группе «Дизайн-стиль», занимавшейся проектированием, тюнингом и созданием автомобилей. С северного фасада храма созданы три въезда в ремонтные мастерские (боксы) и гараж со смотровой ямой на месте часовни.
В 1999 году здание получило статус памятника архитектуры федерального значения.

## Настоящее время

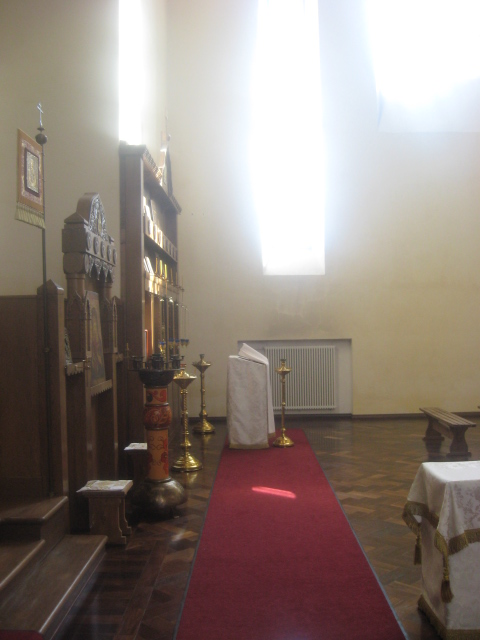
После ремонта (2010)

С 2005 года здание церкви перешло к законному преемнику — Невской старообрядческой поморской общине; началось подготовка к реставрации памятника архитектуры. За работу над проектом взялся старовер, председатель совета по охране архитектурного наследия петербургского отделения Союза архитекторов России Дмитрий Бутырин. Средства на воссоздание церкви собраны староверами.
10 декабря 2007 года состоялось открытие восстановленного храма Знамения Пресвятой Богородицы.